# José Simões Nunes Borges
José Simões Nunes Borges, mais conhecido por Actor Simões CavSE (Pardieiros, Beijós, 10 de março de 1826 — Mercês, Lisboa, 21 de fevereiro de 1904) foi um ator, encenador e diretor artístico português, pai da atriz Lucinda Simões e avô da também atriz Lucília Simões.

## Biografia
Nascido José Simões Nunes Borges, no lugar de Pardieiros, freguesia de Beijós, concelho de Carregal do Sal, distrito de Viseu, a 10 de março de 1826, era filho de João Simões, natural da pequena aldeia de Pedrógão, na freguesia de Cabanas de Viriato e de sua mulher, Ana Justina Nunes Borges do Amaral, natural de Ferreirós do Dão. Ainda jovem, veio residir para Lisboa.
Foi músico de caçadores e apresentou-se pela primeira vez ao público como amador no Teatro das Escolas Gerais, a 12 de junho de 1845, contando 19 anos, mostrando na sua estreia a decidida vocação para a carreira que queria abraçar, com o drama Joana de Flandres, a farsa Enredador e com o papel de "Padre Francisco Cabral" em O captivo de Fez. Durante a Revolução da Maria da Fonte esteve no Porto, ao serviço da Junta Governativa, sob ordens do Conde das Antas, sendo aprisionado com toda a divisão no Forte de São Julião da Barra e deportado para Peniche.
Em 1849 reorganizou em Lisboa uma sociedade dramática, levando a efeito uma récita no Teatro do Cascão, com o drama Júlio assassino. Aconselhado por amigos que nele reconheceram um talento invulgar, entrou como discípulo para o Teatro Nacional D. Maria II em 1850, representando pela primeira vez em palco, a 9 de julho desse ano, o drama Herdeiros do Czar, na mesma noite em que debutaram Emília das Neves, José Carlos dos Santos e César de Lima. Daqui saiu a convite para o Teatro D. Fernando, estreando-se na ópera cómica Barcarola e na comédia de Duarte de Sá Os trabalhos em vão. Desta época denota-se a sua participação consecutiva de 83 vezes na comédia Uma hora no Cacém, com o personagem "Morgado de Agualva", seguindo-se uma digressão pelo Alentejo até Badajoz. Regressa para o D. Maria II em outubro de 1853, sendo escriturado pelo comissário régio Sebastião Ribeiro.
Casou aos 25 anos de idade, a 23 de junho de 1851, na Igreja de Santa Engrácia, em Lisboa, com Maria José da Silva, natural de Lisboa, freguesia de Mercês e filha de Manuel Joaquim da Silva e de sua mulher, Maria de Jesus, com quem já tinha um filha, Lucinda Simões, que viria a ser uma das mais aclamadas atrizes portuguesas. Apesar da insistência de Simões de que as filhas não seguissem uma carreira artística, devido à inconstância da profissão e de as ter matriculado num colégio particular, para que se tornassem burguesas prendadas, Lucinda estreia-se como amadora em 1865 e, apaixonada pela representação, debuta como profissional com apenas 16 anos, no Teatro Gymnasio. Além de Lucinda, teve mais duas filhas, Laura e Amélia e um filho, José Francisco.

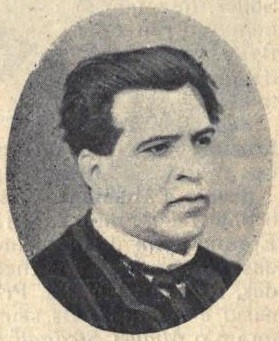
Retrato do Actor Simões (publicado na obra Dicionário Português do Teatro, de António de Sousa Bastos, em 1908).

De 1854 a 1858, representou também no Teatro da Rua dos Condes, do qual foi diretor artístico, criando os principais papeis em Romã encantada, Tribulação e ventura, Cerco de Badajoz, Torre suspensa, Três inimigos d'alma, Feiticeiro de Karnak, Josefina a costureira, entre muitas outras peças.
A época mais brilhante do Actor Simões foi quando esteve no Teatro Gymnasio, onde se estreou a 28 de agosto de 1858, na peça Destes há poucos. Aqui teve por companheiros de profissão Emília Cândida, Actor Taborda, Actor Isidoro, Ana Cardoso, entre outros e onde representou A Probidade, Aristocracia e dinheiro, Trabalho e honra, Tio Braz, Os filhos do trabalho, O homem das cautelas, Quem é o pai da minha filha?, O anel de Salomão, etc. Um dos seus maiores sucessos foi com a personagem "Manoel Escota", do drama A Probidade.
Foi o primeiro ator português a fazer uma digressão ao Brasil, em 1861, com a companhia de João Caetano dos Santos. Ali representou no Teatro Imperial São Pedro, no Rio de Janeiro, onde obteve muito sucesso junto do público fluminense, regressando lá inúmeras vezes, sendo sempre bem acolhido. No Porto, representou no Teatro Baquet e no Teatro do Príncipe Real.
Novamente em Portugal, em 1866, apresenta-se em duas peças no Gymnasio: O mestre Jerónimo e O cabo Simão, onde obteve grande sucesso.
Foi condecorado com o grau de Cavaleiro da Ordem de Santiago pelo Rei D. Luís I a 15 de maio de 1869, no Palácio de Belém, pelos serviços prestados através da arte dramática. Foi também sócio da Sociedade de Geografia de Lisboa.
Em 1871 parte novamente para o Brasil, na companhia da filha Lucinda, em seguimento da sua desaprovação do relacionamento desta com o Actor Vale, que era apaixonadíssimo por ela. Lá, deposita judicialmente a filha para casar com o ator e empresário teatral Furtado Coelho, de cujo matrimónio nascem os seus netos Lucília Simões e Luciano Simões, ambos atores. Mais tarde, irá acompanhar a neta no seu percurso artístico, estreando-se com ela em Coimbra, a 4 de maio de 1895, no segundo ato da peça Frei Luís de Sousa, onde representa a personagem do "Aio Telmo" e a neta a personagem "Maria".
Terminou a sua carreira aos 50 anos, despedindo-se dos palcos com a peça O ano de 3000, de Miguel Ramos Carrión, Carlos Coelho e Manuel Fernández Caballero, com a Companhia Oliveira & Lima, no Teatro das Variedades Dramáticas, a 2 de novembro de 1876. No entanto, continua assiduamente a frequentar o teatro, como espectador.
Apesar de afastado do meio artístico há quase três décadas, o seu desaparecimento foi muito sentido. Faleceu a 21 de fevereiro de 1904, aos 77 anos, na sua residência, o terceiro andar do número 104 da Rua de São Marçal, freguesia de Mercês, em Lisboa. O seu funeral, que seguiu para o Cemitério do Alto de São João, onde o ator foi sepultado em jazigo, ao qual concorreram quase todos os artistas portugueses da época, foi uma importante manifestação do apreço em que eram tidos os seus talentos.